# Hemiaspis
Genre
Hemiaspis est un genre de serpents de la famille des Elapidae.

## Répartition
Les espèces de ce genre sont endémiques d'Australie. Elles se rencontrent en Nouvelle-Galles du Sud et au Queensland.

## Description
Ce sont des serpents vivipares.

## Liste des espèces
Selon The Reptile Database (22 août 2011) :
- Hemiaspis damelii (Günther, 1876)
- Hemiaspis signata (Jan, 1859)

## Publication originale
- Fitzinger, 1861 "1860" : Die Ausbeute der österreichischen Naturforscher an Säugethieren und Reptilien während der Weltumsegelung Sr. Majestät Fregatte Novara. Sitzungsberichte der Kaiserlichen Akademie der Wissenschaften, Mathematisch-Naturwissenschaftliche Classe, vol. 42, p. 383-416 (texte intégral).